# Notoraja
Notoraja là một chi chi cá đuối thuộc họ Arhynchobatidae. Chi này được tìm thấy ở vùng nước sâu khu vực Ấn Độ Dương và tây Thái Bình Dương.

## Loài
Hiện có 13 loài được ghi nhận thuộc chi này:
- Notoraja alisae Séret & Last, 2012 (Alis skate)[2]
- Notoraja azurea McEachran & Last, 2008 (Blue skate)
- Notoraja fijiensis Séret & Last, 2012 (Fiji skate)[2]
- Notoraja hirticauda Last & McEachran, 2006 (Ghost skate)
- Notoraja inusitata Séret & Last, 2012 (Strange skate)[2]
- Notoraja lira McEachran & Last, 2008 (Broken Ridge skate)
- Notoraja longiventralis Séret & Last, 2012 (Long-ventral skate)[2]
- Notoraja martinezi Concha, Ebert & Long, 2016 (Barbedwire-tailed skate)[3]
- Notoraja ochroderma McEachran & Last, 1994 (Pale skate)
- Notoraja sapphira Séret & Last, 2009 (Sapphire skate)
- Notoraja sereti White, Last & Mana, 2017 (Papuan velvet skate)[4]
- Notoraja sticta McEachran & Last, 2008 (Blotched skate)
- Notoraja tobitukai (Hiyama, 1940) (Lead-hued skate)